# Rising City
Rising City – wieś w Stanach Zjednoczonych, w stanie Nebraska, w hrabstwie Butler.